# Lugia's Song
The Great Guardian Song, mais conhecido como Lugia's Song é uma canção do filme Pokémon, the Movie 2000: The Power of One. Tida como uma canção calma, tendo traços do mar na música, traz um grande sentimento de tranquilidade. Também é considerada como uma das músicas mais bonitas de todos os tempos.
Em julho de 2014, a dupla de DJs Holandesa Blasterjaxx se baseou nessa música, assim criando um de seus sucessos, inicialmente chamada de Pokémon: Lugia's Song (Blasterjaxx Remix), mudando o nome permanentemente para Legend Comes To Life, assim ficando no Top 3 do site Beatport. A música foi publicada pela Mixmash Records.

## Instrumentos
- Ocarina ou Flauta
- Bateria
- Trompete
- Violão
- Violino

1. ↑  «Publicação da página do Twitter oficial de Blasterjaxx». 23 de julho de 2014